# الإدارة (المنيا)

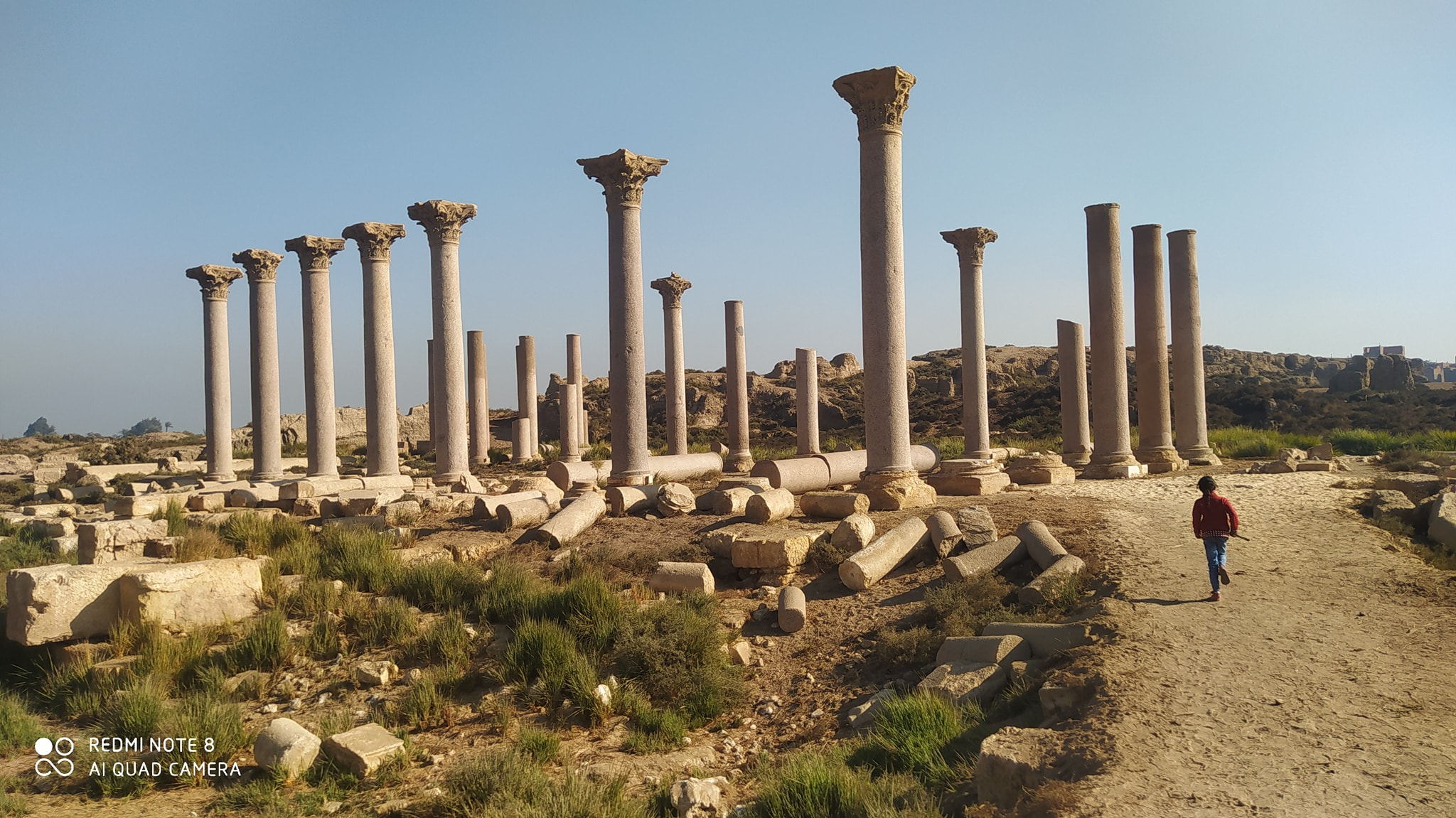

قرية الإدارة  هي إحدي القرى التابعة لمركز ملوى بمحافظة المنيا في جمهورية مصر العربية. حسب إحصاءات سنة 2006، بلغ إجمالي السكان في الإدارة 8696 نسمة، منهم 4330 رجل و4366 امرأة.